# Remo Giazotto
Remo Giazotto, född den 4 september 1910 i Rom, död den 26 augusti 1998 i Pisa var en italiensk musikvetare, känd för sin systematiska katalog över Tomaso Albinonis verk. Han skrev också biografier över Albinoni, men även över andra tonsättare (till exempel Antonio Vivaldi).
Giazotto har också komponerat det mycket kända Adagio i g-moll (publicerat 1958) som han enligt egna uppgifter baserade på ett fragment av Albinoni, funnet i Dresdens stadsbibliotek kort efter andra världskrigets slut. Vid denna tidpunkt höll han på med att komplettera både Albinonis biografi och katalog. Fragmentet, som enligt Giazotto bestod av en sex takters baslinje från en långsam sats ur en triosonata, har dock aldrig kunnat återfinnas, och den allmänna meningen är att stycket är en originalkomposition av Giazotto. 